# Nivå Kirke
Nivå Kirke blev indviet den 23. oktober 1910, og ligger vest for Kystbanen et stykke uden for Nivå by, mellem Nivå og Kokkedal, på "Gravtebakke" ved Møllevej.
Kirken er speciel ved at den er orienteret nord-syd, for at dagslyset bedre kan oplyse korrundingen.
Kirken er tegnet af arkitekten Kay Schrøder. Johannes Hage donerede et stort pengebeløb til kirkens opførelse.

## Eksterne kilder og henvisninger
- Wikimedia Commons har flere filer relateret til Nivå Kirke
- Den Hageske Stiftelse Arkiveret 10. august 2007 hos  Wayback Machine, en fortælling af Jørgen Hage
- Nivå Kirke Arkiveret 31. januar 2011 hos  Wayback Machine hos nordenskirker.dk
- Nivå Kirke hos KortTilKirken.dk
- Nivå Kirke hos danmarkskirker.natmus.dk (Danmarks Kirker, Nationalmuseet)